# Anna Enquist
Christa Widlund-Broer (Ámsterdam, 19 de julio de 1945), conocida bajo el seudónimo de Anna Enquist, es una escritora, psicoanalista y pianista neerlandesa. Es considerada una de las escritoras neerlandesas más populares, siendo conocida por sus diversos trabajos de poesía y novelas.
Su debut en 1991 con la colección Soldatenliederen y su novela, Het Meesterstuk, posicionaron inmediatamente su nombre como escritora.

## Biografía
Nacida en Ámsterdam, estudió piano en la academia de música en La Haya y psicología en la Universidad de Leiden. Sus primeros poemas aparecieron en la revista Maatstaf en 1988 mientras que su primera colección Soldatenliederen se publicó en 1991 mientras estaba trabajando como psicoanalista. A partir de entonces dedicó la mayor parte de su tiempo a la literatura. En poesía,  publicó seis colecciones más: Jachtscènes 1992, Een nieuw afscheid 1994, De tweede helft  2000, Hier was vuur 2002, De tussentijd  2004 y Nieuws van nergens  2010. Todos estos poemas han sido publicados en un único volumen Gedichten 1991-2012.
Los primeros trabajos de prosa, Het meesterstuk 1995 y Het geheim 1997, son novelas psicológicas en las que la música clásica juega un papel importante. En 2002, llegó a un amplio número de lectores con De ijsdragers que estuvo distribuido como un regalo durante la Semana del Libro en neerlandés del 2002. Su reconocida novela histórica De thuiskomst de 2005, se centra en Elizabeth Batts, la esposa del explorador británico James Cock.